# Neue Straße 17 (Magdeburg)

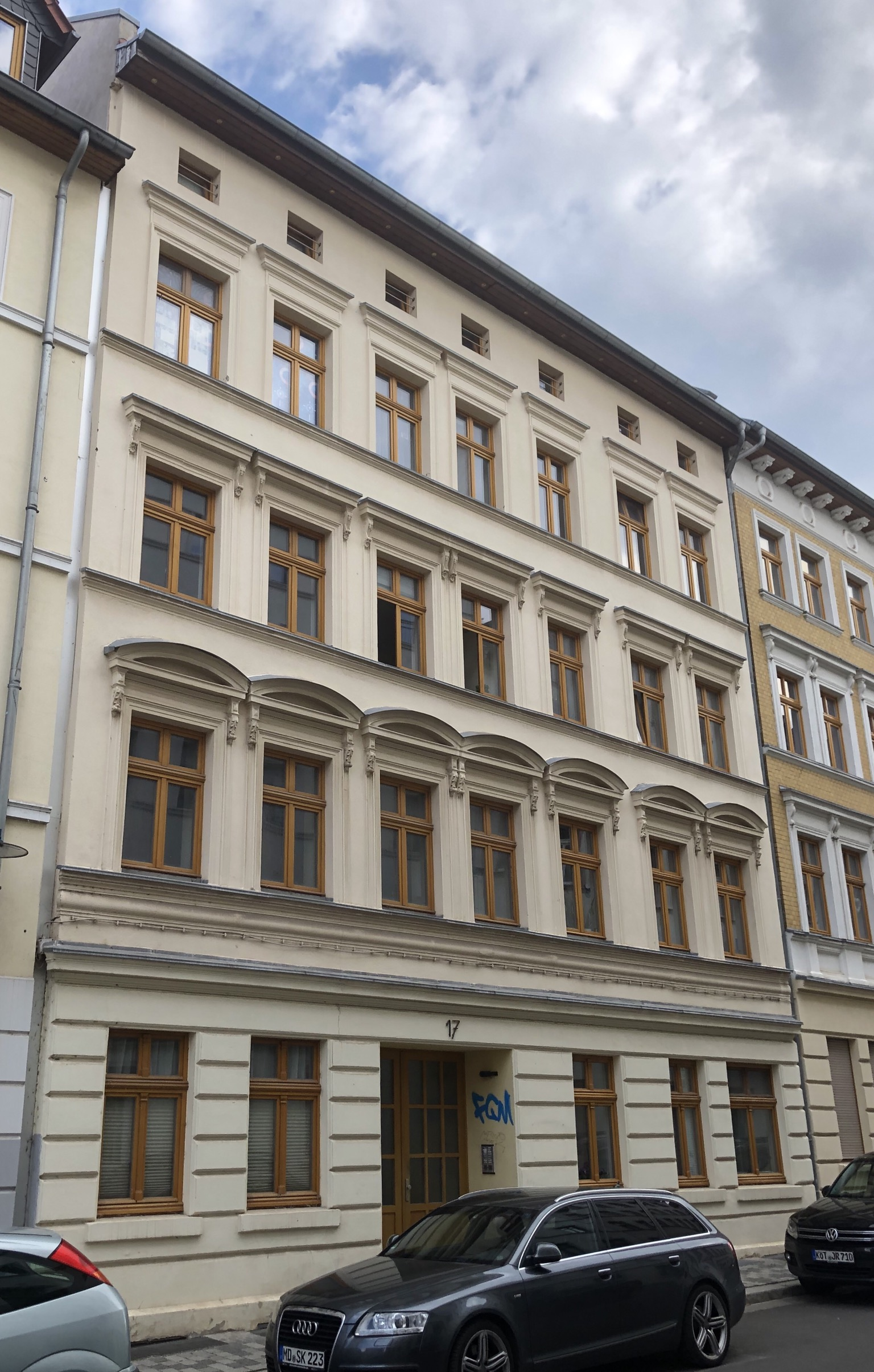
Wohnhaus Neue Straße 17

Das Gebäude Neue Straße 17 ist ein denkmalgeschütztes Wohnhaus in Magdeburg in Sachsen-Anhalt.

## Lage
Das Wohnhaus befindet sich auf der Südseite der Neuen Straße im Magdeburger Stadtteil Buckau. Westlich grenzt das gleichfalls denkmalgeschützte Haus Neue Straße 16 an.

## Architektur und Geschichte
Das viereinhalbgeschossige verputzte Gebäude wurde im Jahr 1883 durch den Maurermeister C. Leps für den Schmiedemeister Ferdinand Doempke errichtet. Die siebenachsige Fassade ist repräsentativ im Stil der Neorenaissance gestaltet. Am Erdgeschoss befindet sich eine Bandgliederung. Die Fensteröffnungen des ersten Obergeschosses sind mit Segmentbögen als Fensterverdachungen versehen. Das Haus verfügt über ein Mezzaningeschoss. Außerdem entstand ein Seitenhaus.
Im örtlichen Denkmalverzeichnis ist das Wohnhaus unter der Erfassungsnummer 094 82623 als Baudenkmal verzeichnet.
Das Gebäude ist als Teil der erhaltenen gründerzeitlichen Straßenzeile prägend für das Straßenbild und gilt als Beispiel eines typischen Mietshauses der Bauzeit.